# Star Trek Timelines
Star Trek Timelines est un jeu vidéo de rôle stratégique développé par Disruptor Beam pour les appareils iOS et Android, Facebook, Facebook Gameroom, l'Amazon Store et Steam. Le 4 mars 2020, Tilting Point a acquis le jeu auprès de Disruptor Beam et a créé un nouveau studio, Wicked Realm Games, pour soutenir le titre. Le joueur est le capitaine d'un vaisseau et peut former l'équipage de son vaisseau à partir de personnages de toutes les époques de Star Trek, tout en dirigeant le destin de la galaxie par la diplomatie, la science et la force des armes.

## Gameplay
Se déroulant après les événements de Star Trek Nemesis et le final de la série Star Trek: Voyager, Star Trek Timelines commence alors que le joueur prend le commandement de son premier vaisseau pour enquêter sur une anomalie temporelle inconnue. En arrivant à l'anomalie, le joueur rencontre Q, qui lui explique immédiatement qu'une véritable crise temporelle a commencé à projeter des personnes, des lieux et des objets d'autres lignes temporelles (y compris l'univers miroir) dans celle-ci.
Star Trek Timelines permet aux joueurs de recruter des personnages de toutes les époques de la série télévisée Star Trek, notamment la série originale, la série animée, La Nouvelle Génération, Deep Space Nine, Voyager, Enterprise, Discovery, Short Treks et Picard, ainsi que des films, des comics, des romans et des sources non conventionnelles de Star Trek. Les joueurs jouent le rôle d'un capitaine, aux commandes de leur premier vaisseau (un vaisseau de classe Constellation). Rapidement, les joueurs doivent recruter des équipages et construire des vaisseaux de toutes les lignes temporelles afin d'aider Q en envoyant des équipages en missions lointaines, en s'engageant dans des batailles de vaisseaux et en accomplissant des missions principales pour faire progresser l'histoire et choisir les factions du jeu qui prendront le contrôle d'une galaxie en plein chaos.
Les joueurs peuvent également former des groupes en jeu appelés "Flottes" et "Escadrons", des sous-unités qui sont classées lors des événements du week-end, et améliorer ensemble les "Starbases" pour obtenir des bonus communs.